# باويل عليا
باويل عليا هي قرية في مقاطعة أسكو، إيران. عدد سكان هذه القرية هو 542 في سنة 2006.